# Roulin asszony portréja
A Roulin asszony portréja (Portrait de Madame Roulin) Paul Gauguin festménye.
A kép 1888 novemberében készült, amikor Gauguin két viharos hónapot töltött Vincent van Gogh társaságában a dél-franciaországi Arles-ban. A közös festés egy verekedéssel ért véget, és van Gogh levágta az egyik fülét.
Gauguin modellje Augustine Roullin, lánynevén Augustine Pellicot, a helyi postás, Joseph Roulin felesége volt. A nőt Vincent van Gogh is megörökítette, ez a kép a winterthuri Oskar Reinhart-múzeumban van.
Gauguin a nő pirospozsgás arcbőrére és vöröses barna hajára fókuszált, körvonalait erős poroszkékkel húzta meg. A nő mögötti falon látható nagy absztrakt foltokból Gauguin Kék fák című képének sematikus változata áll össze.
A festmény 1895-től Ambroise Vollard galériájának tulajdonában volt, majd különböző francia magánkollekciókban tűnt fel. 1956. május 31-én az amerikai Paul Rosenberg vásárolta meg a párizsi Hôtel Drouot-ban rendezett aukción. 1959-ben a Saint Louis Art Museum vette meg a képet, amely azóta is az intézmény gyűjteményének része.